# Lucky Dube
Lucky Philip Dube, meglio noto come Lucky Dube (Ermelo, 3 agosto 1964 – Johannesburg, 18 ottobre 2007), è stato un cantante sudafricano.
È stato un popolare musicista reggae, specialmente in sud Africa. Nelle sue canzoni c'è un forte messaggio d'amore, di uguaglianza sociale, di rispetto, inoltre mischia cultura africana, rastafariana e cristiana. Nella sua musica si sente anche una forte sonorità di musiche popolari africane, è stato forse il cantante reggae africano più conosciuto. Dube ha iniziato a suonare in un piccolo gruppo vocale chiamato "The Skyway Band", per poi intraprendere una carriera solista durata 25 anni che lo ha portato alla pubblicazione di 22 album (cantati in lingua zulu, inglese e afrikaans). È stato ucciso il 18 ottobre 2007 a Rosettenville, un sobborgo di Johannesburg, durante un tentativo di furto della sua auto. In Sud Africa non tutti credono sia stato ucciso per un semplice furto e ipotizzano un omicidio da parte dei nazisti sudafricani timorosi del successo sempre maggiore e del suo forte messaggio di Amore-Pace.

## Discografia
- Lengane Ngeyethu (1981, in zulu)
- Kudala Ngikuncenga (1982, in zulu)
- Kukuwe (1983, in zulu)
- Abathakathi (1984, in zulu)
- Rastas Never Die (1984, in inglese)
- Ngikwethembe Na? (1985, in zulu)
- Think About the Children (1985, in inglese)
- Help My Krap (1986, in afrikaans)
- Umadakeni (1987, in zulu)
- Slave (1987, in inglese)
- Together As One (1988, in inglese)
- Prisoner (1989, in inglese)
- Captured Live (1990, in inglese)
- House of Exile (1991, in inglese)
- Victims (1993, in inglese)
- Trinity (1995, in inglese)
- Serious Reggae Business (1996, in inglese)
- Tax Man (1997, in inglese)
- The Way It Is (1999, in inglese)
- The Rough Guide To Lucky Dube (2001, raccolta)
- Africa's Reggae King (2001, raccolta)
- Soul Taker (2001, in inglese)
- The Other Side (2003, in inglese)
- Respect (2006, in inglese)
- 1993 Live in Concert (Gallo 2006)